# Scleria lithosperma
Scleria lithosperma är en halvgräsart som först beskrevs av Carl von Linné, och fick sitt nu gällande namn av Olof Swartz. Scleria lithosperma ingår i släktet Scleria och familjen halvgräs.

## Underarter
Arten delas in i följande underarter:
- S. l. linearis
- S. l. lithosperma